# Identifikation med förövaren

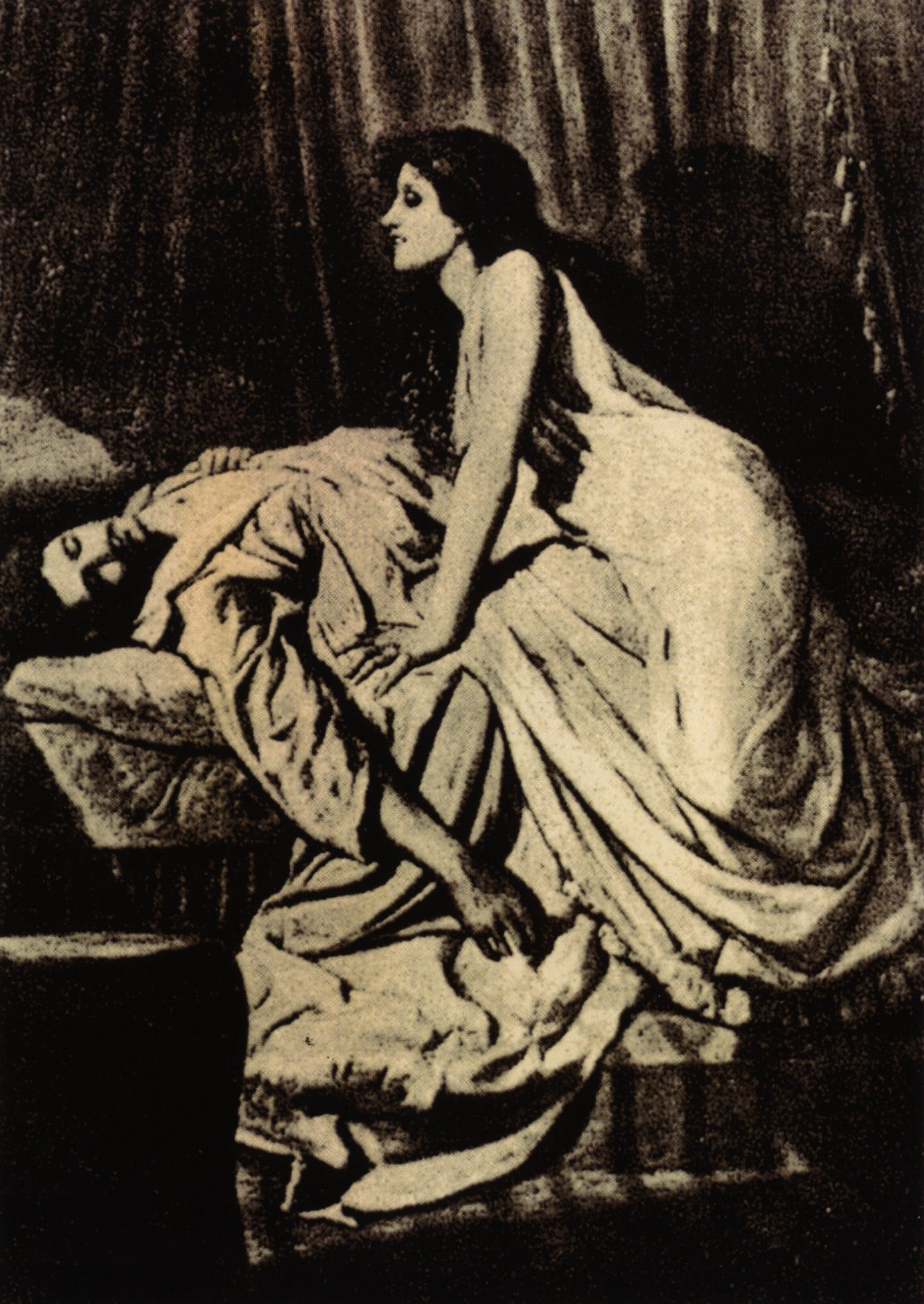
Kvinnorna som blir vampyrer till följd av greve Draculas angrepp, ses ibland som metaforer för identifikation med förövaren.

Identifikation med förövaren är ett traumarelaterat, psykiskt fenomen, som innebär att en utsatt person identifierar sig med angriparen. Det är en form av introjektiv identifikation, motsatsen till projektion.
Identifikation med förövaren är en försvarsmekanism som förekommer i samband med en traumatisk upplevelse. Enligt den freudianska teorin har identifikationen med förövaren sin upprinnelse i pojkens hat-kärlek till fadern (Oidipuskomplex), men teorin som försvarsmekanism formulerades av Sándor Ferenczi för att betona vikten av närvaron av någon att lita på vid komplex posttraumatisk stress. Anna Freud uppfattade identifikationen med förövaren som ett jagförsvar vid aggressioner och i hotfulla situationer. 
Identifikation med förövaren anses bero på att personen under förödmjukelse och trauma inte förmår utagera sin aggression mot förövaren, vilket kan leda till att aggressionen riktas mot en själv för att få utlopp, eller till att offret tar efter förövarens beteende (till exempel våld, brott). Offrets hjälplöshet är försvarsmekanismens viktigaste förutsättning; att det inte finns en möjlighet att angripa förövaren. Försvarsmekanismen triggas igång av behovet av att behålla sin självuppskattning och känslan av integritet, vilket leder till depersonalisering och en skadad personlighetsstruktur. När självuppskattningen utarmas, förändras och åsidosätts överjaget samtidigt som personens idealjag raserats. Överjaget kan då anta en straffande attityd mot den egna personen, vilket kan leda till masochistiska tendenser, omotiverade skuldkänslor och självdestruktivitet.
Att identifiera sig med en beundrad person är en liknande mekanism, och kan samspela med försvarsmekanismen: om personen uppfattar förövaren som beundransvärd kan en identifikation med förövaren leda till ett hämndlystet och överbeskyddande beteende, eller till att upprepa dennes handlingar mot en oskyldig tredje part (mimesis), ett sadistiskt beteende. 
En teori är att överlevnadsskuld är en form av identifikation med förövaren; dock kan överlevnadsskuld också uppstå till följd av identifikation med de döda. 
Att identifiera sig med förövaren gör traumat mycket komplicerat att bearbeta, eftersom försvarsmekanismen förser traumat med positiva intryck, medan upplevelser av skam, rädsla, utsatthet och sorg förblir obearbetade. Samtidigt är denna typ av anpassning ofta nödvändig för överlevnad; att kämpa emot kan i offrets hjälplöshet förvärra förövarens våld.
Självskadebeteende kan i vissa fall fungera både återupplevande och såsom uttryck för identifikationen med förövaren, i synnerhet när traumat har hanterats med dissociativa försvar. Ett liknande återupplevande kan ske i förhållandet med en terapeut, där den drabbade kan ta antingen förövarens eller offrets roll, och uttrycka undantryckta anklagelser, krav på återupprättelse, utnyttja andra, eller använda en simulerad hjälplöshet för att få kontroll över terapisituationen. Om personen som identifierar sig med förövaren förlorar verklighetsuppfattningen, till exempel för att personen hamnat i hysterisk psykos, kan den upplevda förövarrollen återspeglas i vanföreställningar (obefogad eller bisarr övertygelse om att någon kommer att skadas, rädsla för sin egen aggressivitet, etc).